# Frizzante

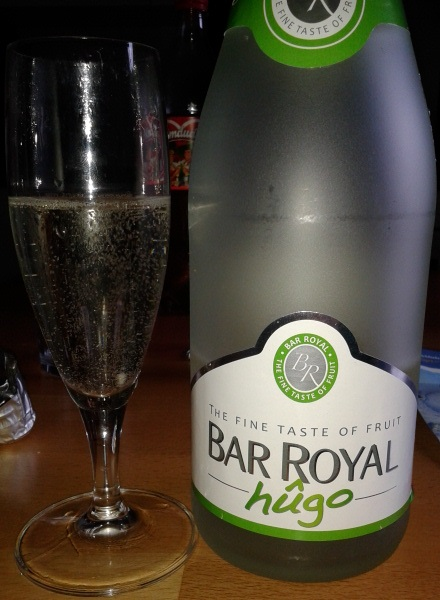
Hugo Frizzante

Frizzante je jemně perlivé víno. Pochází z Itálie, kde se u vína lze setkat také s přívlastkem Prosecco. Perlení vína způsobuje oxid uhličitý, který se do vína přidává při lahvování.
Víno Frizzante se vyrábí tzv. Charmantovou metodou, kdy se víno plní do lahví pod tlakem. Cílem je vyrobit osvěžující nenáročné víno s nižším obsahem alkoholu.